# Cheiropachus
Cheiropachus is een geslacht van vliesvleugeligen uit de familie Pteromalidae. De wetenschappelijke naam van dit geslacht is voor het eerst geldig gepubliceerd in 1829 door Westwood.

## Soorten
Het geslacht Cheiropachus omvat de volgende soorten:
- Cheiropachus arizonensis (Ashmead, 1904)
- Cheiropachus bekiliensis Risbec, 1952
- Cheiropachus brunneri Crawford, 1912
- Cheiropachus cavicapitis Yang, 1996
- Cheiropachus juglandis Yang, 1996
- Cheiropachus mai Xiao & Huang, 2001
- Cheiropachus obscuripes Brues, 1910
- Cheiropachus phytolaccae (Risbec, 1960)
- Cheiropachus quadrum (Fabricius, 1787)
- Cheiropachus scolyti (Ashmead, 1894)
- Cheiropachus tripunctatus (Geoffroy, 1785)
- Cheiropachus vimineus Xiao & Huang, 2001